# Ноябрь 2019 года

Список событий ноября 2019 года.

## События
- 1 ноября
  - В России вступил в силу Закон о «суверенном интернете»[1].
  - Верховный суд России удовлетворил иск минюста, ликвидировав правозащитную организацию «За права человека»[2].
  - Комитет по иностранным инвестициям США начал проверку покупки владельцем TikTok китайской компанией ByteDance сервиса Musical.ly за 1 миллиард долларов[3].
  - Apple запустила собственную стриминг-платформу Apple TV+[4].

- 2 ноября
  - Сборная ЮАР по регби выиграла чемпионат мира в Японии, победив сборную Англии со счётом 32:12[5].
  - Монголия депортировала 758 граждан КНР, задержанных в городе Улан-Батор по подозрению в совершении киберпреступлений с использованием более 1000 высокопроизводительных компьютеров и 10 тысяч мобильных телефонов[6].

- 3 ноября
  - Видение Саудовской Аравии 2030: Совет директоров Управления по рынку капитала Саудовской Аравии утвердил заявку национальной нефтяной компании Saudi Aramco (крупнейшая нефтяная компания в мире) на проведение первичного размещения части своих акций[7].
  - В столице Республики Башкортостан городе Уфа совершён поджог мечети «Хамза»[8].

- 6 ноября
  - Афганские исламисты атаковали заставу на таджикско-узбекской границе[9].
  - Мосгорсуд удовлетворил иск минюста, ликвидировав НКО «Центр содействия коренным малочисленным народам Севера»[10].
  - В Гонконге совершено нападение на политика Юниуса Хо, поддерживавшего жёсткие меры по борьбе с протестующими[11].

- 7 ноября
  - Исследователи из фармацевтической компании Abbott Laboratories впервые с 2000 года выявили новый штамм вируса иммунодефицита человека[12].

- 8 ноября
  - Сбербанк объявил о создании самого мощного в России суперкомпьютера Christofari[13].
  - Министр внутренних дел Турции Сулейман Сойлу заявил, что 11 ноября Турция начнёт экстрадицию арестованных боевиков Исламского государства в страны их происхождения[14].

- 9 ноября
  - В Петербурге по подозрению в убийстве задержан известный историк Олег Соколов. Его достали из реки Мойки, куда он упал, пытаясь утопить рюкзак с отрубленными женскими руками. На квартире у историка обнаружено расчленённое тело его студентки и соавтора 24-летней Анастасии Ещенко[15].

- 10 ноября
  - Президент Боливии Эво Моралес заявил о проведении повторных президентских выборов на фоне протестов, начавшихся из-за результатов выборов, прошедших менее месяца назад[16].
  - Во Франции уроженец Чечни приговорён к 10 годам тюремного заключения за участие в боевых действиях на территории Сирии[17].
  - В Испании прошли парламентские выборы, большинство голосов набрала испанская социалистическая рабочая партия[18].

- 11 ноября
  - Полиция Гонконга применила против протестующих боевое оружие[19].

- 12 ноября
  - Началось сильнейшее с 1966 года наводнение в Венеции[20].
  - Запустился новый стриминговый сервис Disney+[21].
  - Белит Онай избран мэром Ганновера, он стал первым этническим турком, избранным главой крупного города Германии[22].
  - По меньшей мере 26 человек погибли в различных районах Бангладеш из-за циклона «Булбул»[23].

- 14 ноября
  - Студент Амурского колледжа строительства и ЖКХ в Благовещенске устроил стрельбу в учебном заведении и покончил с собой[24].
  - Временный президент Боливии Жанин Аньес назначила 11 министров, которые составят основу переходного правительства страны, призванного провести новые всеобщие выборы[25].

- 16 ноября
  - Автоматическая межпланетная станция японского аэрокосмического агентства JAXA «Хаябуса-2» покинула орбиту вокруг астероида Рюгу и взяла курс на Землю[26].
- 17 ноября
  - Правительство Ирана, пытаясь подавить протесты, отключило в стране интернет и мобильную связь[27].
  - В Элисте прошёл митинг против назначения главой города Дмитрия Трапезникова, ранее входившего в руководство «Донецкой республики»[28].
  - В Германии прошёл митинг против вывоза ядерных отходов в Россию[29].
- 18 ноября
  - Владимир Путин поддержал проект строительства автомобильного моста через реку Лену в районе Якутска[30].
  - Кайл Буш выиграл гонку Ford EcoBoost 400 в Хомстеде и во второй раз стал чемпионом Кубка NASCAR[31].
  - Россия передала захваченные в Керченском проливе корабли (катера «Никополь» и «Бердянск» и буксир «Яны Капу») Украине[32].
  - Стало известно, что суд признал погибшим сотрудника ЧВК «Вагнер» Григория Цуркану, осенью 2017 года попавшего в плен бойцам сирийской оппозиции[33].
- 19 ноября
  - Правление Сбербанка одобрило продажу «золотой акции» «Яндекса», купленной в августе 2009 года, головной компании «Яндекса» Yandex N.V.[34]. Несколько дней ранее были одобрены изменения в структуру правления «Яндекса», которые включают в себя создание семейного траста, расширение прав «Золотой акции», а также её передачу «Фонду общественных интересов», который будет управляться советом директоров[35]. После реформы правления акции «Яндекса» выросли на 10 %[36], частично отыграв падение на 15 %, ставшее следствием рассмотрения в ГД РФ законопроекта, ограничивавшего долю иностранного капитала в «значимых интернет-компаниях»[37].
  - ГД РФ приняла во втором чтении законопроект, который позволит признавать «иностранными агентами» физических лиц, если они «распространяют» (в том числе репостят) информационные материалы, участвуют в их создании или получают финансирование из-за рубежа[38].
  - В финале чемпионата TopCoder Open 2019 победителем стал белорусский программист Геннадий Короткевич[39].
- 20 ноября
  - Синдзо Абэ установил рекорд по длительности пребывания на посту премьер-министра Японии за всю историю страны, сместив с первого места Таро Кацуру, который возглавлял кабмин в начале прошлого века[40].
  - Американская радиостанция Hal Turner Radio Show сообщила о том, что в Южно-Китайском море на глубине 50 метров произошёл подводный ядерный взрыв мощностью от 10 до 20 килотонн в тротиловом эквиваленте[41].
- 21 ноября
  - В Москве открыли Московские центральные диаметры[42].
  - При вручении орденов Мужества вдовам погибших при взрыве ракетной двигательной установки на полигоне Нёнокса в Белом море, президент РФ В. Путин заявил, что Россия будет и дальше совершенствовать это оружие несмотря ни на что[43]
  - Госдума РФ приняла законы о признании физических лиц «иностранных агентах» и обязательной предустановке российского ПО на технически сложные товары[44][45].
- 22 ноября
  - На платформе Twitter запрещена вся политическая реклама[46].
  - Глава Tesla Илон Маск показал новый футуристический пикап Tesla Cybertruck[47].
- 23 ноября
  - В Париже и ряде других городов Франции прошли митинги против домашнего насилия[48].
  - В Москве православные активисты провели митинг против принятия закона о домашнем насилии[49].
- 24 ноября
  - Бывший мэр Нью-Йорка и мультимиллиардер Майкл Блумберг официально объявил о решении участвовать в борьбе за выдвижение кандидатом в президенты США от Демократической партии[50].
  - В Гонконге прошли местные выборы, победу на них одержали демократические партии, пропекинские кандидаты получили 60 мест из 452[51].
- 26 ноября
  - Землетрясение магнитудой 6,4 в Албании, погибли 27 человек[52].
- 27 ноября
  - Власти Кипра отозвали гражданство своей страны у бизнесмена Олега Дерипaски[53].
  - Суд Южного округа Нью-Йорка постановил, что Павел Дуров, а также два других сотрудника Telegram должны предстать перед судом и дать показания по поводу эмиссии цифровых токенов Gram[54].
  - Депутаты Европарламента утвердили новый состав Еврокомиссии во главе с Урсулой фон дер Ляйен[55].
  - Была открыта M-11 — платная скоростная автомагистраль между Санкт-Петербургом и Москвой[56].
- 29 ноября
  - Завершилось строительство автомобильного моста между российским Благовещенском и китайским Хэйхэ на реке Амур[57].